# Yves Guillot (préfet)
Pour les articles homonymes, voir Yves Guillot et Guillot.
Yves Guillot, né le 16 octobre 1944 à Belley (Ain), est un haut fonctionnaire français.

## Biographie

### Études
Depuis son enfance, Yves Guillot désire faire des études de droit. Ainsi, il se dirige vers une maîtrise de droit qu'il obtient à la faculté de Grenoble.

### Police nationale
Lauréat du concours de commissaire de police en 1970, il effectue sa carrière dans la police nationale, devenant en 1999 directeur central de la police aux frontières.
Il est alors nommé en tant qu'inspecteur général de la Police nationale.

### Préfet
En 2000, il est nommé préfet délégué pour la sécurité et la défense auprès du préfet de la zone de défense Sud-Est, préfet de la région Rhône-Alpes, préfet du Rhône.
Nommé préfet de l'Ariège en 2004, il doit dès son arrivée faire face à d'importantes chutes de neige qui paralysent le département entier. En août 2005, il gère le vaste rassemblement tzigane Vie et Lumière réunissant plus de 20 000 personnes à La Tour-du-Crieu. Peu après, il doit prendre en compte les revendications des différents bergers à propos de la crise de l'ours réimplanté dans le paysage ariègeois.
Il est préfet de la Haute-Marne de 2007 à 2009.

## Décorations
- Officier de la Légion d'honneur Il est fait chevalier le 31 décembre 1992[3], puis est promu officier le 25 mars 2005[4].
- Officier de l'ordre national du Mérite Il est fait chevalier le 9 mai 1989, puis est promu officier le 10 novembre 1997[5].